# 도쿠가와 나리카쓰
도쿠가와 나리카츠(일본어: 徳川 斉彊 とくがわ なりかつ[*])는 에도 시대 후기의 키이 키슈번 12대 번주이다. 원래 시미즈 도쿠가와가 5대 당주였다.
11대 쇼군 도쿠가와 이에나리의 21남으로, 어머니는 요시에 사몬의 딸 혼쇼인이다. 12대 쇼군 도쿠가와 이에요시의 이복동생이며, 13대 쇼군 도쿠가와 이에사다는 조카이다.

## 생애
처음에는 히타치 미토번주 도쿠가와 나리노부의 양자 결연 이야기도 있었지만, 미토번사의 맹반대에 부딪혀 실현되지 않았다. 분세이 10년 (1827년), 이복형인 시미즈가 당주인 도쿠가와 나리노리가 사망하자, 시미즈가를 이었다.
고카 3년 (1846년), 이복형이자 시미즈가 선선대 당주인 키슈번주 도쿠가와 나리유키가 사망했다. 은거하고 아직까지 건재했던 전 번주 하루토미는 사이죠번주 마츠다이라 요리사토의 키슈번주 옹립을 막부에 요청하지만, 이를 하루토미에 대한 중상을 섞어 츠케가로 미즈노 타다나카가 짓눌러버렸다.
타다나카가 조카 (여동생 오코토의 소생)인 이에요시의 12남 타즈루와카를 번주로 옹립할 것을 우려한 키슈번사의 압력으로, 나리카츠가 나리유키의 양후계자로써 가독을 이었다.
낙뢰로 인해, 와카야마성의 천수각이 소실되는 등, 치세는 다사다난하기 그지없었다. 가에이 2년 3월 1일 (1849년 3월 27일)에 30세의 나이로 사망했다. 양후계자로 있던 나리유키의 아들 요시토미가 뒤를 이었다.
키슈번주로서의 치세는 2년 10개월이며, 그 동안 에도 참부는 없고, 키슈 귀국 1회, 키슈에 머물렀던 기간은 총 10개월이었다.

## 연보
※날짜 = 음력
- 분세이 3년 (1820년) 4월 28일 - 출생. 아명은 츠네노죠 (恒之丞).
- 분세이 10년 (1827년)
  - 10월 15일 - 에도성 내의 시미즈관에 거주하며, 시미즈 도쿠가와가 가독을 승계.
  - 11월 15일 - 10만 석을 하사받다.
- 덴포 5년 (1834년) - 원복, 아버지인 쇼군 도쿠가와 이에나리의 휘 한글자를 받아 나리카츠로 고쳤다. 종3위에 오르고, 좌근위권중장 겸 궁내경에 임관.
- 덴포 8년 (1837년) 8월 28일 - 참의에 보임.
- 고카 3년 (1846년)
  - 5월 - 키슈 도쿠가와가의 가독을 상속, 12대 키슈번주가 되다.
  - 8월 27일 - 종2위로 승진, 곤다이나곤에 전임.
- 가에이 2년 (1849년) 3월 27일 - 30세 (만 28세)의 나이로 사망. 법명은 헌장원전이품전아상지덕도광대거사 (憲章院殿二品前亜相至徳道光大居士). 묘소는 와카야마현 카이난시 케이토쿠산 쵸호지.